# Biskupice, Lučenec
Biskupice este o comună slovacă, aflată în districtul Lučenec din regiunea Banská Bystrica. Localitatea se află la altitudinea de 209 m deasupra n.m., se întinde pe o suprafață de 7,88 km2 și în 2017 număra 1.147 de locuitori.

## Istoric
Localitatea Biskupice este atestată documentar din 1294.

## Demografie
| An:                | 1994 | 2004   | 2014   | 2024   |
| ------------------ | ---- | ------ | ------ | ------ |
| Număr de persoane: | 1143 | 1122   | 1138   | 1134   |
| Diferență:         |      | −1,83% | +1,42% | −0,35% |

| An:                | 2023 | 2024 |
| ------------------ | ---- | ---- |
| Număr de persoane: | 1134 | 1134 |
| Diferență:         |      | +0%  |